# Atractosoma marinense
Atractosoma marinense är en mångfotingart som beskrevs av Karl Wilhelm Verhoeff 1932. Atractosoma marinense ingår i släktet Atractosoma och familjen knöldubbelfotingar. Inga underarter finns listade i Catalogue of Life.